# Molinaranea magellanica
Molinaranea magellanica là một loài nhện trong họ Araneidae.
Loài này thuộc chi Molinaranea. Molinaranea magellanica được Charles Athanase Walckenaer miêu tả năm 1847.